# David Zayas

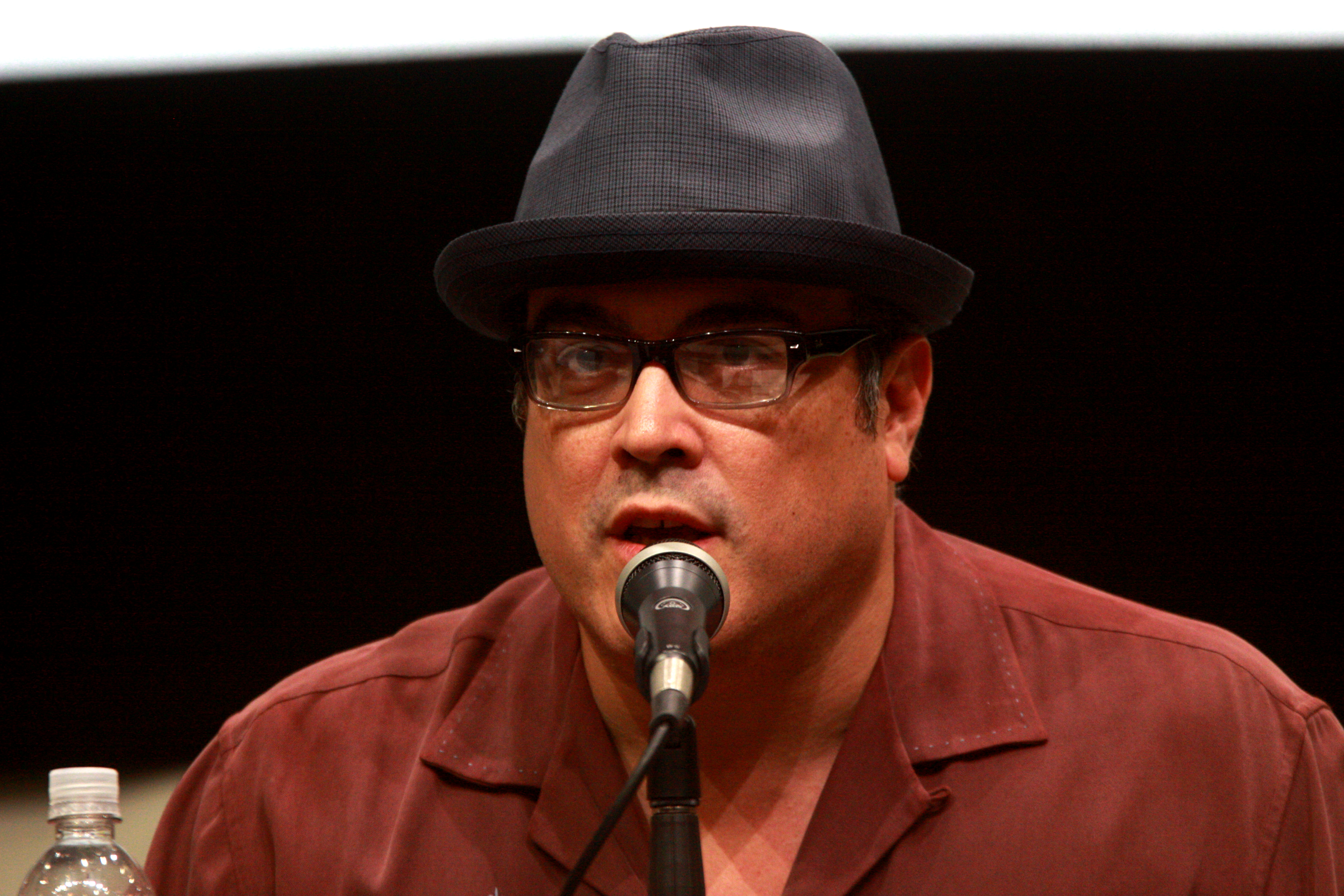
David Zayas bei der Comic-Con 2013

David Zayas (* 15. August 1962 in Puerto Rico) ist ein US-amerikanischer Schauspieler in Theater, Film und Fernsehen aus Puerto Rico.

## Biographie
Zayas wurde zwar in Puerto Rico geboren, wuchs jedoch in der Bronx in New York City auf. Schon früh trat er der US Air Force und später der Polizei von New York (NYPD) bei. Bei Betrachtung seiner Rollen als Schauspieler wird deutlich, dass er vorwiegend Polizisten oder Ermittler der Mordkommission darstellt.
Zwischen 2000 und 2003 spielte er in 27 Episoden der US-amerikanischen Gefängnis-Fernsehserie Oz – Hölle hinter Gittern mit. Er verkörperte dabei die Rolle des Enrique Morales. Zayas hat unter anderem Gastauftritte in den Serien Criminal Intent – Verbrechen im Visier, Law & Order, Without a Trace – Spurlos verschwunden und The Blacklist.
Seit 1992 ist er Mitglied der LAByrinth Theatre Company, einer Schauspielergruppe aus New York. Dort traf er auf seine Ehefrau, die Schauspielerin Liza Colón-Zayas.
Seine bekannteste Rolle ist die des Angel Batista in der Fernsehserie Dexter, in der er an der Seite von Michael C. Hall einen Polizisten der Mordabteilung verkörperte; jene Rolle spielte er erneut in der an die Mutterserie anschließende Miniserie Dexter: New Blood sowie deren Nachfolger Dexter: Wiedererwachen. Im Deutschen wird er in den Serien Dexter, The Blacklist, CSI: Miami und Dexter: New Blood von Sebastian Christoph Jacob synchronisiert, weitere Sprecher waren Thomas Wenke, Lutz Schnell und Frank Ciazynski.

## Filmografie

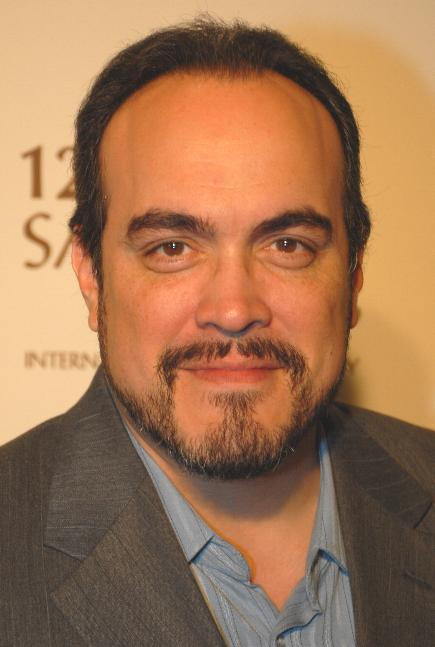
Zayas (2007)

- 1995–1998, 2003, 2008: Law & Order (Fernsehserie, 5 Episoden)
- 1996: New York Undercover (Fernsehserie, Episode 2x22)
- 1997: Lena’s Dreams
- 1997: Feds (Fernsehserie, Episode 1x05)
- 1997, 2000: All My Children (Fernsehserie, 2 Episoden)
- 1998: Bleach (Kurzfilm)
- 1998: O.K. Garage
- 1998: Scar – Ohne Gesetz (Scar City)
- 1998: Für das Leben eines Freundes (Return to Paradise)
- 1998: Rounders
- 1998: Above Freezing
- 1998: Seite an Seite (Stepmom)
- 1998: Trinity (Fernsehserie, Episode 1x06)
- 1999: Kingdom Come
- 1999: Third Watch – Einsatz am Limit (Third Watch, Fernsehserie, Episode 1x01)
- 1999: Bringing Out the Dead – Nächte der Erinnerung (Bringing Out the Dead)
- 2000: Sam the Man
- 2000: New York Cops – NYPD Blue (NYPD Blue, Fernsehserie, Episode 7x05)
- 2000: The Yards – Im Hinterhof der Macht (The Yards)
- 2000: The Beat (Fernsehserie, 12 Episoden)
- 2000–2003: Oz – Hölle hinter Gittern (Oz, Fernsehserie, 26 Episoden)
- 2001: Wit (Fernsehfilm)
- 2002: Law & Order: Special Victims Unit (Fernsehserie, Episode 3x12)
- 2002: UC: Undercover (Fernsehserie, Episode 1x12)
- 2002: Washington Heights
- 2002: A Gentleman’s Game
- 2002: Springfield Story (The Guiding Light, Seifenoper, eine Episode)
- 2003: Anne B. Real
- 2003: Undefeated – Der Sieger (Undefeated, Fernsehfilm)
- 2003: La Araña (Kurzfilm)
- 2003: Engel in Amerika (Angels in America, Miniserie, 3 Episoden)
- 2004: Mimmo & Paulie (Kurzfilm)
- 2004: Brooklyn Bound
- 2004: Jailbait
- 2005: Die Dolmetscherin (The Interpreter)
- 2005: Sangre/Blood (Kurzfilm)
- 2005: Angel (Fernsehfilm)
- 2005: Das Fest des Ziegenbocks (La Fiesta del chivo)
- 2006: 16 Blocks
- 2006: Conviction (Fernsehserie, Episode 1x01)
- 2006: The Path to 9/11 – Wege des Terrors (The Path to 9/11, Miniserie, 2 Episoden)
- 2006: Bristol Boys
- 2006: Numbers – Die Logik des Verbrechens (Fernsehserie, Episode 3x10)
- 2006, 2010: Criminal Intent – Verbrechen im Visier (Law & Order: Criminal Intent, Fernsehserie, 3 Episoden)
- 2006–2013: Dexter (Fernsehserie, 96 Episoden)
- 2007: Die Geschwister Savage (The Savages)
- 2007: Without a Trace – Spurlos verschwunden (Without a Trace, Fernsehserie, Episode 5x21)
- 2007: Shark (Fernsehserie, Episode 1x21)
- 2007: The Closer (Fernsehserie, Episode 3x02)
- 2007: Burn Notice (Fernsehserie, Episode 1x01)
- 2007: Michael Clayton
- 2009: CSI: Miami (Fernsehserie, Episode 7x20)
- 2009: In Plain Sight – In der Schusslinie (In Plain Sight, Fernsehserie, Episode 2x04)
- 2010: The Expendables
- 2010: Skyline
- 2010: 13
- 2012: Grimm (Fernsehserie, Episode 1x19)
- 2012: Person of Interest (Fernsehserie, Episode 1x11)
- 2013, 2016, 2021, 2023: The Blacklist (Fernsehserie, 4 Episoden)
- 2014–2015: Gotham (Fernsehserie, 11 Episoden)
- 2014: Ride – Wenn Spaß in Wellen kommt (Ride)
- 2014: Annie
- 2015: Elementary (Fernsehserie, Episode 4x01)
- 2016–2017: Bloodline (Fernsehserie, 16 Episoden)
- 2016–2017: Shut Eye (Fernsehserie, 20 Episoden)
- 2016: Tallulah
- 2017–2021: Blue Bloods – Crime Scene New York (Fernsehserie, 6 Episoden)
- 2018: Seven Seconds (Fernsehserie, 3 Episoden)
- 2018: Chicago P.D. (Fernsehserie, Episode 6x02)
- 2018: Quantico (Fernsehserie, Episode 3x03)
- 2020: Body Cam – Unsichtbares Grauen (Body Cam)
- 2019: Deadly Class (Fernsehserie, 5 Episoden)
- 2020: Force of Nature
- 2020–2021: FBI (Fernsehserie, 2 Episoden)
- 2021: Pose (Fernsehserie, Episode 3x06)
- 2021–2022: Dexter: New Blood (Fernsehserie, 2 Episoden)
- 2024: The Bear: King of the Kitchen (Fernsehserie, 2 Episoden)
- 2025: Dexter: Wiedererwachen (Dexter: Resurrection, Fernsehserie)